# Базанов, Владимир Александрович
Владимир Александрович Базанов (бел. Уладзімір Аляксандравіч Базанаў; род. 29 ноября 1957, д. Бардинское, Бабаевский район, Вологодская область, РСФСР, СССР) — белорусский государственный деятель, военный, спортивный функционер. Полковник. Председатель Белорусской федерации футбола в 2019—2023 годах.

## Биография
Родился 29 ноября 1957 года в деревне Бардинское.
Прошел Ленинградское суворовское училище. Окончил Коломенское высшее артиллерийское командное училище по специальности «Командная тактическая артиллерия», затем — Военную артиллерийскую академию имени М. И. Калинина по специальности «Командно-штабная оперативно-тактическая ракетных войск и артиллерии».
В 1980 году попал в Афганистан. После первого боевого похода он собирался вернуться на родину, но не получилось – проще было обратно в Афганистан. Он начал писать рапорты командованию о переводе его в эту страну. С четвертого раза его услышали, назначив командиром огневого взвода артиллерийской батареи. В этой должности он прослужил два года. Всего на его счету 28 боевых операций.
Проходил военную службу в должностях командира взвода, командира батареи, начальника штаба дивизиона, командира дивизиона, начальника штаба бригады, командира артиллерийского полка (1993), командира ракетной бригады, заместителя военного комиссара области, военного комиссара военного комиссариата Брестской области (1999). В этой должности он прослужил до 2012 года.
После службы в Афганистана женился на студентке Витебского педагогического института. Окончив академию имени Калинина, получил назначение в Германию, но после объединения ГДР и ФРГ был вынужден вернуться в Белоруссию, на Витебщину, откуда родом его жена и мать.
Избирался депутатом Брестского областного Совета депутатов двадцать четвертого, двадцать пятого и двадцать шестого созывов.
После переезда в Брест стал интересоваться местной футбольной командой, ходил на её матчи. Вскоре ему предложили войти в правление клуба. В июля 2010 стал председателем футбольного клуба «Динамо-Брест». Рады новому главе были не все. Некоторые критиковали его за кризис в клубе. Период правления вышел не очень удачным. Изначально «южане» закончили сезон на пятом месте. В следующем же сезоне команда боролась за «выживание». После ухода из клуба, в 2012, переехал в Минск.
4 ноября 2010 года указом Президента Республики Беларусь был назначен на должность директора Информационно-аналитического центра при Администрации Президента Республики Беларусь. Позже, 18 июля 2014, был освобождён от занимаемой должности в связи с выходом в отставку.
Являлся депутатом Палаты представителей Национального собрания Беларуси V созыва. Округ: Брестский-Пограничный № 4. Также являлся депутатом Палаты представителей Национального собрания Беларуси VI созыва.
Отвечал за подготовку следующих законопроектов: «О внесении дополнений и изменений в некоторые законы Республики Беларусь по вопросам обеспечения пограничной безопасности», «О внесении изменений и дополнений в Закон Республики Беларусь «О регистре населения» и «О ратификации Соглашения между Правительством Республики Беларусь и Правительством Многонационального Государства Боливия о военно-техническом сотрудничестве».
Является председателем областной общественной организации «Белорусский союз ветеранов войны в Афганистане», членом совета и президиума областной общественной организации «Белая Русь».
27 марта 2019 года был избран Председателем Белорусской федерации футбола. Выборы проходили на безальтернативной основе. На следующее утро после регистрации кандидатов свою кандидатуру в пользу Базанова снял генеральный секретарь федерации Юрий Вергейчик. Из 83 делегатов за него проголосовали 80.
20 ноября 2020 года внесён в санкционные списки Литвы, Латвии и Эстонии.
30 ноября 2021 года Базанова и его супругу задержали в Чехии за нарушения действующих в республике противоэпидемических мер. Некоторые источники сообщают также о незаконном пересечении границы. Однако белорусская федерация футбола это отрицает и заявляет, что Владимир Александрович прибыл в Чехию в качестве руководителя национальной женской сборной, которая прибыла на соревнования. Они также утверждают что у него была шенгенская виза. На следующий день стало известно о его депортации из страны. Официальный Минск выразил протест и потребовал разъяснений от чешской стороны.
В марте 2023 года снял свою кандидатуру с новых выборов председателя АБФФ. Новым главой федерации стал Николай Шерстнёв.
В октябре 2023 года направлявшегося на матч белорусской женской сборной в Будапеште Базанова не пустили в Польшу. По некоторым данным, его шенгенскую визу аннулировали. Ранее Базанов несколько раз был замечен за покупками в польских магазинах.

## Спорт
Всю жизнь увлекался лыжами, а попутно и легкой атлетикой. В 1988 году стал чемпионом по лыжным гонкам на 10 км среди академий сухопутных войск СССР. И сейчас поддерживает форму — вместе со своим коллективом регулярно принимает участие в «губернаторской лыжне». Является Кандидатом в мастера спорта по лыжам и бегу.

## Политические взгляды
28 августа 2020 года Базанов присутствовал на «провластном митинге спортсменов». По его словам, он уверен в победе Лукашенко на выборах и тех 80%, которые озвучил ЦИК. В декабре 2020 поддержал власть: подписал письмо «провластных спортсменов».

## Награды
- Орден Красной Звезды;
- Орден «За службу Родине в Вооруженных Силах Республики Беларусь» II степени;
- Орден «За службу Родине в Вооружённых Силах СССР»;
- Медаль «За отличие в воинской службе»[1];
- Медаль «МПА СНГ. 25 лет» (27 марта 2017 года, Межпарламентская ассамблея СНГ) — за заслуги в деле развития и укрепления парламентаризма, за вклад в развитие и совершенствование правовых основ функционирования Содружества Независимых Государств, укрепление международных связей и межпарламентского сотрудничества[22].
- Почётная грамота Совета МПА СНГ (12 апреля 2018 года, Межпарламентская ассамблея СНГ) — за активное участие в деятельности Межпарламентской Ассамблеи и её органов, вклад в укрепление дружбы между народами государств — участников Содружества Независимых Государств[23].

25 медалями СССР и Белоруссии.

## Личная жизнь
Женат, воспитывает двух сыновей.